# الی (مینه‌سوتا)
الی، مینه‌سوتا (به انگلیسی: Ely, Minnesota) یک سکونتگاه مسکونی در ایالات متحده آمریکا است که در شهرستان سنت لوئیس واقع شده‌است.

## خصوصیات
الی ۷٫۱۰ کیلومترمربع مساحت و ۳٬۴۶۰ نفر جمعیت دارد و ۴۳۵ متر بالاتر از سطح دریا واقع شده‌است.